# Classification des bières

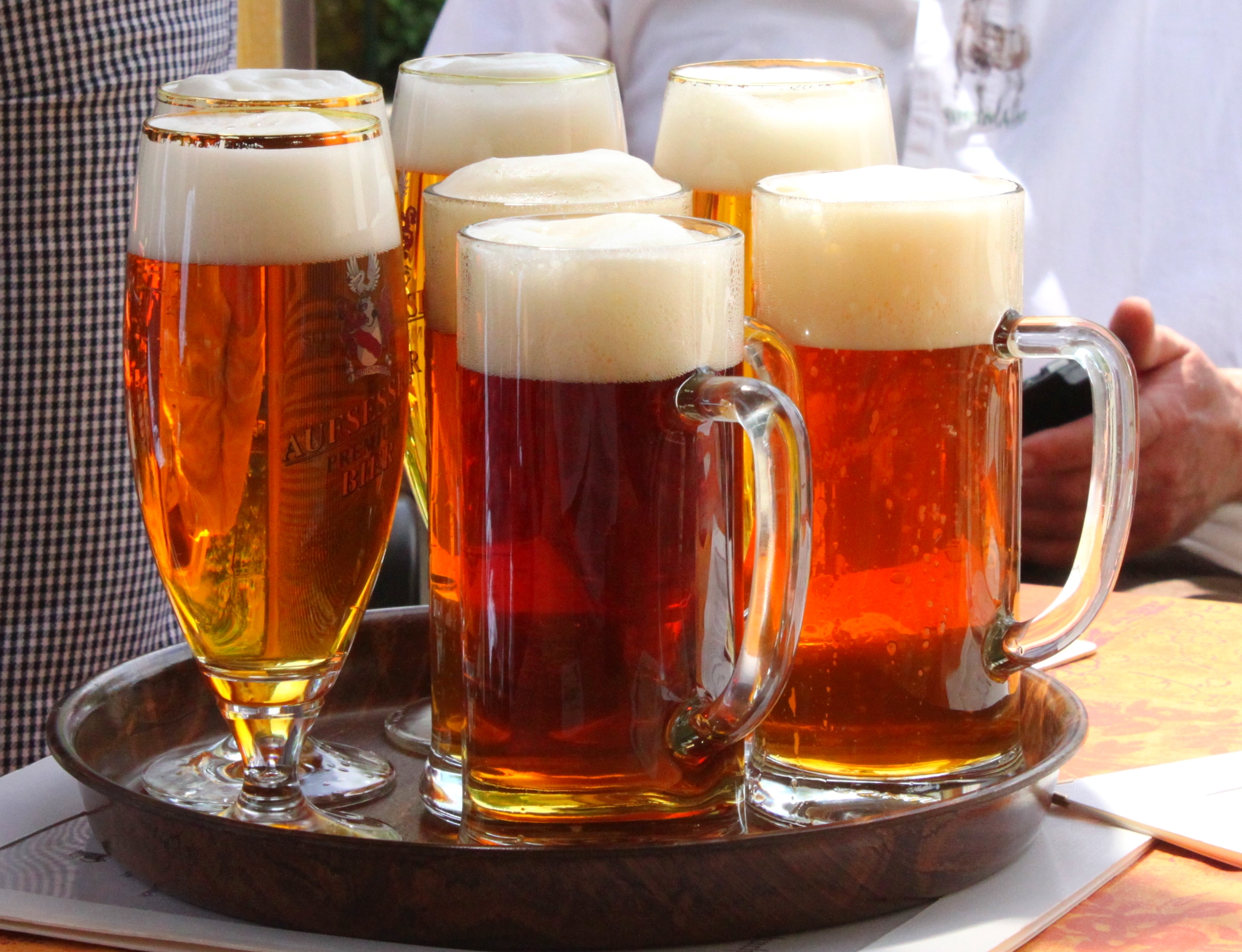
Différents types de bières

Les styles de bières et donc leur classification évolue en permanence en fonction de la créativité des brasseurs, de l'apparition de nouveaux styles, des enjeux commerciaux. A ce jour il n'y a pas d'organisation qui porte une classification mondiale unifiée des bières.
Les organisations les plus connues sont la Fédération des Brasseurs Belges (Belgique), la Beer Judge Certification Program (BJCP) (États-Unis), la Brewers Association (États-Unis). Chacune de ses organisations dispose de sa propre classification.

## Organisations de classification
Les classifications de bières sont nombreuses au travers du monde. Les organisations suivantes sont parmi les plus connues et suivies.

### Fédération des Brasseurs Belges (Belgique)[1]
L'une des plus anciennes associations professionnelles au monde. Elle a pour objet social d’informer, de soutenir et de conseiller les brasseries établies en Belgique dans des dossiers liés au secteur de la bière belge et ce, en fournissant en temps utile, des informations correctes aux membres ou aux instances publiques, afin de pouvoir anticiper efficacement les problèmes, les événements et les défis. Elle classifie les styles de bières principalement par les quatre méthodes de fermentation : faible fermentation, fermentation élevée, fermentation spontanée et fermentation mixte.

### Beer Judge Certification Program (États-Unis)
Organisme mondial de certification des juges de la bière et des produits fermentés apparentés. Fondé en 1985, il est présent dans plus de 60 pays et compte plus de 7 500 juges actifs en 2024. L’objectif est la mise en œuvre de procédures de jugement des bières, la certification de juges internationaux et la publication de directives en matière de style de bières. Les styles sont définis dans leurs guides des bières.

### Brewers Association (États-Unis)
L'association défend particulièrement les bières artisanales. Le critère principal est la méthode de fermentation. Les styles sont définis dans leur guide des bières chaque année. Un calculateur en ligne permet d'identifier une bière selon trois critères: la couleur (SRM), l'amertume (IBU) et le degré d'alcool (ABV).

## Classification par méthode de fermentation
Toutes les levures ne travaillent pas à la même température. La levure utilisée et donc la température vont influer sur le goût, les arômes et le degré d'alcool de la bière.

### Fermentation haute
La fermentation haute avec des levures qui s’activent à des températures hautes autour de 20°C. Plus ancienne méthode de brasserie. La levure est comparable à celle utilisée en boulangerie. Les bières produites sont de type ale.

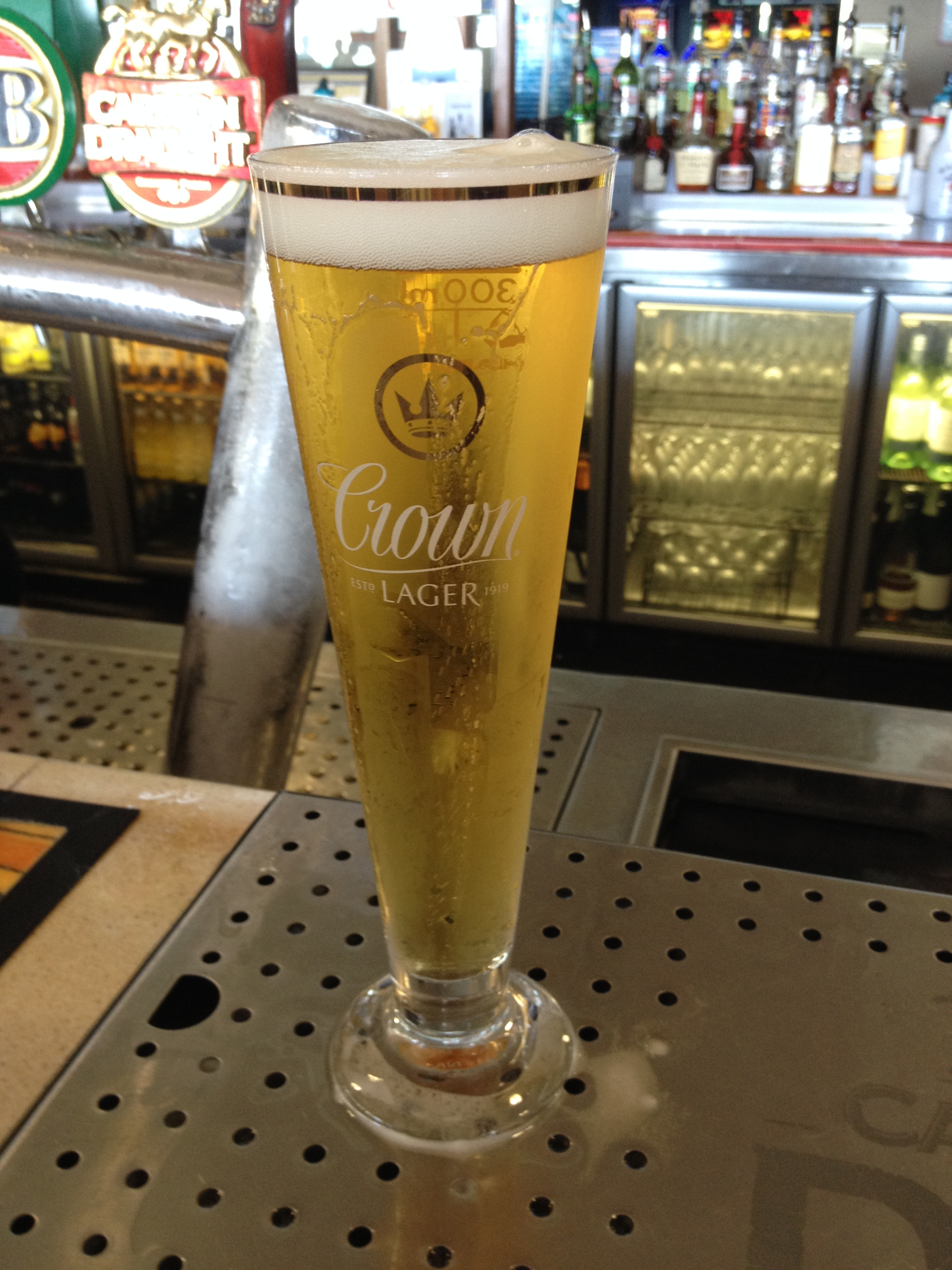
Bière de type lager dans un verre

### Fermentation basse
La fermentation basse avec des levures qui s’activent à des températures inférieures à 10°C. Elles représentent 80 ou 90% de la production mondiale. Les bières produites sont de type lager.

### Fermentation spontanée
La fermentation spontanée qui ne nécessite pas d'ajout de levure. Les levures sauvages ou naturelles présentes dans l'air surtout à la saison des fruits, viennent ensemencer le moût laisser à l'air libre. Produite en principe exclusivement dans la vallée de la Senne et dans le Pajottenland en Belgique. Les bières produites sont de type lambic.

### Fermentation mixte
La fermentation mixte allie une fermentation haute avec des levures sauvages. Produite uniquement dans les Flandres, elle est une particularité de cette région. Les bières produites sont de type bière rouge.

## Classification par couleur
La couleur est apportée par le niveau de torréfaction du malt utilisé lors de la fabrication. Plus le malt est torréfié, plus il apportera une couleur foncée allant de l'ambrée au noir et plus il apportera une saveur caramel, café ou chocolat à la bière. 

### En France
Il n'y a quasiment qu'en France que la couleur est utilisée pour dénommer une bière. Il existe quatre grandes styles de bière par couleur. 

#### Les bières blanches
La particularité des bières blanches (ou Weizenbier) est qu'elle ne désigne pas la couleur mais la composition. Elles sont brassées avec du froment (ou blé tendre) plutôt que de l'orge. Appelées également bière de blé, elles ne sont pas forcément de couleur blanche et peuvent même être ambrées (Weizenbock ou Dunkelweizen). Le nom de « blanche » entraîne souvent une confusion due à une proximité phonétique des mots allemands Weizen (froment) et weiß (blanc). 

#### Les bières blondes
Les bières blondes sont de couleur dorée et claires. Les malts utilisés sont peu torréfiés. Elles regroupent les types lager, pils, ales, IPA ou tripel. 

#### Les bières ambrées (et rousses)
Les bières ambrées (ou rousses) sont de couleur doré profond à roux. Les malts sont davantage torréfiés. Elles regroupent les types pale ale, amber ale, Irish red et de nombreuses IPA. 

#### Les bières brunes (et noires)
Les bières brunes (ou noires) sont de couleur brun foncé à noire. Les malts sont très torréfiés. Elles regroupent les styles dubbel, brown ale, porter ou stout. 

### Dans le monde
Ailleurs dans le monde, la classification des bières par couleur est basée sur le Standard Reference Method (SRM) ou l'équivalent européen le European Brewery Convention (EBC).  

## Autres systèmes de classification

### Par degré d'alcool
Dans certains pays, les bières sont classifiées par leur degré d'alcool. 

#### France
En France les bières sont classées en Bière sans alcool (moins de 1,2°), Bière bock et de table (jusqu'à 3,9°), Bière de luxe (entre 4,4° et 5,4°) et Bière spéciale (plus de 5,5°).[réf. souhaitée]
En France en vue de la réglementation de leur fabrication, de leur mise en vente et de leur consommation, les boissons sont réparties en quatre groupes :
- 1° Boissons sans alcool : boissons sans alcool ou ne contenant pas des traces d'alcool supérieures à 1,2 degré ;
- 2° (abrogé) ;
- 3° Boissons fermentées non distillées et vins doux naturels : comprenant la bière. Comportant de 1,2 à 3 degrés d'alcool ;
- 4° Rhums, tafias, alcools provenant de la distillation des vins, cidres, poirés ou fruits;
- 5° Toutes les autres boissons alcooliques.

#### Suède
En Suède et en Finlande cette classification était utilisée à la fois pour les calculs de taxe et pour les autorisations de vente jusqu'aux entrées dans l'Union Européenne en 1995. Il reste aujourd'hui certaines limites de vente liées à cette classification historique. Les deux pays ont quelques différences mineures.
|            | Volume d'alcool (en %) | En vente dans les bars | En vente dans les supermarchés | Notes                                                    |
| ---------- | ---------------------- | ---------------------- | ------------------------------ | -------------------------------------------------------- |
| Classe I-  | 0,0 - 2,8              | oui                    | oui                            | Vente libre : Pas besoin de licence, pas de limite d'âge |
| Classe II  | 2,8 – 3,7              | oui                    | oui                            | Jamais utilisé en pratique                               |
| Classe III | 3,7 - 4,6              | oui                    | non                            | Majorité des bières                                      |
| Classe IVA | 4,7 - 5,2              | oui                    | non                            | Jusqu'en 1995, très taxé, notamment à l'export           |
| Classe IVB | 5,2 - 8,0              | oui                    | non                            | Très taxé avant 1997                                     |

#### Finlande
|                        | Volume d'alcool en % | En vente dans les bars | En vente dans les supermarchés |
| ---------------------- | -------------------- | ---------------------- | ------------------------------ |
| Classe I               | 0,0 - 2,7            | oui                    | oui                            |
| Classe II (Folköl)     | 2,8                  | oui                    | oui                            |
| Classe II (Extra Brew) | 3,5                  | oui                    | oui                            |
| Classe III (Mellanöl)  | 3,6 - 4,5            | oui                    | non                            |
| Classe III (Starköl)   | 4,6 +                | oui                    | non                            |

### Par densité primitive de moût
Dans les pays germaniques (Allemagne, Suisse, Autriche et République Tchèque) ayant adopté la loi du Reinheitsgebot, c'est la densité primitive de moût qui est considérée pour le classement des bières.